# شاگرد معمار
شاگرد معمار (به انگلیسی: The Architect’s Apprentice) رمانی از الیف شافاک (الف شفق) نویسندهٔ ترکیه که که در سال ۲۰۱۴ به زبان انگلیسی منتشر شد. این رمان تحت عنوان مرید معمار توسط علی سلامی به فارسی ترجمه و در سال ۱۳۹۶ از سوی انتشارات مهراندیش منتشر شد.
این رمان با نام «من و استادم» نیز شناخته می شود که توسط صابر حسینی ترجمه شده است.

## دربارهٔ رمان
الیف شفق در مرید معمار داستانی حماسی و عاشقانه می‌آفریند که حدود یک قرن از دوران امپراتوری عثمانی را در برمی‌گیرد. در سال ۱۵۴۰، پسرکی دوازده ساله به نام جهان وارد استانبول می‌شود. به‌عنوان رام کنندهٔ فیل در باغ‌وحش سلطنتی، از فیل بسیار باهوشی به نام چوتا نگهداری می‌کند و عاشقِ مهری ماه، دختر مهربان و زیبای سلطان سلیمان می‌شود. آموزش در قصر او را به معمار سینان می‌رساند، معمار بزرگ دربار عثمانی. سینان در نهایت مهربانی جهان را زیر پروبال خود می‌گیرد و باهم برخی از باشکوه‌ترین بناهای تاریخ را می‌سازند. درحالی‌که شاهکارهایی مثل مسجد سلیمانیه و مسجد سلیمیه را می‌سازند، اتفاقات خطرناکی رخ می‌دهد؛ و حسادت در میان شاگردان سینان پدید می‌آید.
مریدِ معمار داستانی فراموش‌نشدنی و سرشار از خلاقیتِ هنرمندانه و تقابل بین علم و بنیادگرایی است. رمانِ پیچیدهٔ شافاک، مملو از شخصیت‌های پویا، ماجراهای رازآلود، با پس‌زمینه پرزرق‌وبرق دربار عثمانی است که در آن عشق و وفاداری یارای مقابله با قدرت خودکامه را ندارد.